# Seenchaagh-kiiyaahaang
Seenchaagh-kiiyaahaang (Seenchaahding-kiiyaahaang), /rock-big(-place) - band/ banda Kato Indijanaca, porodic Athapaskan, s Big Rock Creeka (Seenchaaghkot) u sjeverozapadnoj Kaliforniji. 
Imali su tri sela: Lhtaaghtaahding, "Among the Black Oaks Place"; Seenchaahding, "Big Rock Place"; i Tnaa's'aanding, "Wild Cotton Lies Village". 

## Vanjske poveznice
- Cahto Band Names